# Rima Yangel'
La Rima Yangel' è una struttura geologica della superficie della Luna.